# El Carig
El Carig és una gran casa pairal situada a pocs quilòmetres de distància de l'antiga església parroquial de Sant Andreu de Llorona al sud-oest del terme municipal i del nucli d'Albanyà (l'Alt Empordà). Actualment la gran pairalia del Carig es troba totalment abandonada i deshabitada, utilitzant-se únicament els corrals pròxims per tal de tancar-hi el bestiar, així com l'antiga casa dels masovers per fer-hi, el pastor, curtes estades. El mas és de planta rectangular, formada per tres cossos d'edificis ben diferenciats; malgrat que disposen d'una tipologia molt unitària, bé podrien haver estat bastits en moments constructius diferents. Els teulats són de dues aigües, amb les vessants vers les façanes principals; estan sostinguts per grans bigues de fusta, cairats, llates i teules col·locades a salt de garsa. El Carig disposa de baixos, pis i golfes. Els primers tenen menudes obertures per a la ventilació de les corts del bestiar; l'accés es realitza pels costats nord i sud. El pis o planta d'habitatge s'organitza a partir d'una gran sala de convit, d'on parteixen les nombroses portes que menen a les cambres, cuina i altres dependències. L'ingrés a aquesta planta noble es fa directament des de l'exterior gràcies al desnivell del terreny. El Carig fou bastit amb pedra del país poc treballada, llevat dels carreus cantoners i els emprats per fer algunes obertures; està sostingut per grans contraforts situats a les façanes de llevant i tramuntana.A les dovelles de la porta principal ubicada a la façana oest es pot llegir, d'esquerra a dreta: I, 7, S, 3. A la llinda d'un dels balcons disposat a la façana nord, una C se situa damunt de la data 1786 tot emmarcat en una forma triangular.